# Плавання на Чемпіонаті світу з водних видів спорту 2001
Змагання з плавання на Чемпіонаті світу з водних видів спорту 2001 відбулися в липні 2001 року в тимчасовому басейні в Маріне-Мессе у Фукуоці (Японія). Розіграно 40 комплектів нагород на довгій воді (50 м), по 20 (17 індивідуальних і 3 естафети) серед чоловіків та жінок. Зокрема, вперше провели запливи на 50 м у всіх стилях, а на дистанціях 800 та 1500 м вільним стилем пливли і чоловіки, і жінки.
Під час змагань встановлено вісім світових рекордів. Здобувши 13 золотих медалей, Австралія очолила медальний залік, хоча за загальною кількістю медалей перед вели США (26 медалей проти 19 у Австралії). Найкращим плавцем змагань (володарем трофею ФІНА) став Ян Торп, який переміг на трьох індивідуальних дистанціях і становив три світові рекорди. Інге де Бройн здобула трофей ФІНА серед жінок за три перемоги на індивідуальних дистанціях. Австралія здобула перемоги у всіх чоловічих естафетах і виграла дві з трьох жіночих естафет, хоча згодом її дискваліфікували в жіночій естафеті 4×200 м вільним стилем за порушення після запливу - стрибання в басейн ще перед тим, як усі команди фінішували.
Протягом восьми днів змагань система хронометражу Seiko, яку застосовували для змагань із плавання на цьому чемпіонаті, мала проблеми з сенсорними панелями, що викликало нарікання з боку збірних і засобів масової інформації.

## Таблиця медалей
*   Країна-господарка ( Японія)
| Місце                | Країна                | Золото | Срібло | Бронза | Загалом |
| -------------------- | --------------------- | ------ | ------ | ------ | ------- |
| 1                    | Австралія (AUS)       | 13     | 3      | 3      | 19      |
| 2                    | США (USA)             | 9      | 9      | 8      | 26      |
| 3                    | Німеччина (GER)       | 3      | 6      | 6      | 15      |
| 4                    | Нідерланди (NED)      | 3      | 4      | 0      | 7       |
| 5                    | Україна (UKR)         | 3      | 1      | 0      | 4       |
| 6                    | КНР (CHN)             | 2      | 2      | 3      | 7       |
| 7                    | Італія (ITA)          | 2      | 2      | 2      | 6       |
| 8                    | Швеція (SWE)          | 1      | 3      | 2      | 6       |
| 9                    | Велика Британія (GBR) | 1      | 2      | 4      | 7       |
| 10                   | Росія (RUS)           | 1      | 2      | 3      | 6       |
| 11                   | Румунія (ROM)         | 1      | 1      | 2      | 4       |
| 12                   | Угорщина (HUN)        | 1      | 0      | 1      | 2       |
| 13                   | Австрія (AUT)         | 0      | 2      | 0      | 2       |
| 14                   | Ісландія (ISL)        | 0      | 1      | 1      | 2       |
| 15                   | Коста-Рика (CRC)      | 0      | 1      | 0      | 1       |
| 15                   | Польща (POL)          | 0      | 1      | 0      | 1       |
| 15                   | Швейцарія (SUI)       | 0      | 1      | 0      | 1       |
| 18                   | Японія (JPN)*         | 0      | 0      | 4      | 4       |
| 19                   | ПАР (RSA)             | 0      | 0      | 1      | 1       |
| Загалом (19 збірних) | Загалом (19 збірних)  | 40     | 41     | 40     | 121     |

## Медальний залік

### Чоловіки
| Дисципліна                      | Золото                                                                                              | Золото      | Срібло | Срібло   | Бронза | Бронза   |
| ------------------------------- | --------------------------------------------------------------------------------------------------- | ----------- | --- | -------- | --- | -------- |
| 50 м вільним стилем             | Ентоні Ервін (USA)                                                                                  | 22.09       | Пітер ван ден Гогенбанд (NED)                                                                                                  | 22.16    | Роланд Шуман (RSA) Томохіро Яманої (JPN)                                                                           | 22.18    |
| 100 м вільним стилем            | Ентоні Ервін (USA)                                                                                  | 48.33 CR    | Пітер ван ден Гогенбанд (NED)                                                                                                  | 48.43    | Ларс Фреландер (SWE)                                                                                               | 48.79    |
| 200 м вільним стилем            | Ян Торп (AUS)                                                                                       | 1:44.06 WR  | Пітер ван ден Гогенбанд (NED)                                                                                                  | 1:45.81  | Кліт Келлер (USA)                                                                                                  | 1:47.10  |
| 400 м вільним стилем            | Ян Торп (AUS)                                                                                       | 3:40.17 WR  | Ґрант Гаккетт (AUS) | 3:42.51  | Еміліано Брембілья (ITA)                                                                                           | 3:45.11  |
| 800 м вільним стилем            | Ян Торп (AUS)                                                                                       | 7:39.16 WR  | Ґрант Гаккетт (AUS) | 7:40.34  | Грем Сміт (GBR) | 7:51.12  |
| 1500 м вільним стилем           | Ґрант Гаккетт (AUS)                                                                                 | 14:34.56 WR | Грем Сміт (GBR) | 14:58.94 | Олексій Філіпєц (RUS)                                                                                              | 15:01.43 |
|                                 | |             | |          | |          |
| 50 м на спині                   | Рендалл Бел (USA)                                                                                   | 25.34       | Томас Руппрат (GER) | 25.44    | Метт Велш (AUS) | 25.49    |
| 100 м на спині                  | Метт Велш (AUS)                                                                                     | 54.31 CR    | Орн Арнарсон (ISL) | 54.75    | Штеффен Дрізен (GER)                                                                                               | 54.91    |
| 200 м на спині                  | Аарон Пірсол (USA)                                                                                  | 1:57.13 CR  | Маркус Роган (AUT) | 1:58.07  | Орн Арнарсон (ISL)                                                                                                 | 1:58.37  |
|                                 | |             | |          | |          |
| 50 м брасом                     | Олег Лісогор (UKR)                                                                                  | 27.52 CR    | Роман Слуднов (RUS) | 27.60    | Доменіко Фіораванті (ITA)                                                                                          | 27.72    |
| 100 м брасом                    | Роман Слуднов (RUS)                                                                                 | 1:00.16     | Доменіко Фіораванті (ITA) | 1:00.47  | Ед Мозес (USA) | 1:00.61  |
| 200 м брасом                    | Брендан Гансен (USA)                                                                                | 2:10.69 CR  | Максим Подопригора (AUT) | 2:11.09  | Косуке Кітаджіма (JPN)                                                                                             | 2:11.21  |
|                                 | |             | |          | |          |
| 50 м батерфляєм                 | Джефф Г'юджилл (AUS)                                                                                | 23.50       | Ларс Фреландер (SWE) | 23.57    | Марк Фостер (GBR)                                                                                                  | 23.62    |
| 100 м батерфляєм                | Ларс Фреландер (SWE)                                                                                | 52.10 CR    | Іян Крокер (USA) | 52.25    | Джефф Г'юджилл (AUS)                                                                                               | 52.36    |
| 200 м батерфляєм                | Майкл Фелпс (USA)                                                                                   | 1:54.58 WR  | Том Малчов (USA) | 1:55.28  | Анатолій Поляков (RUS)                                                                                             | 1:55.68  |
|                                 | |             | |          | |          |
| 200 м комплексом                | Массіміліано Росоліно (ITA)                                                                         | 1:59.71     | Том Вілкенс (USA) | 2:00.73  | Дастін Норріс (AUS)                                                                                                | 2:00.91  |
| 400 м комплексом                | Алессіо Боджатто (ITA)                                                                              | 4:13.15     | Ерік Вендт (USA) | 4:15.36  | Том Вілкенс (USA)                                                                                                  | 4:15.94  |
|                                 | |             | |          | |          |
| Естафета 4×100 м вільним стилем | Австралія (AUS) Майкл Клім (49.12) Ешлі Келлус (48.31) Тодд Пірсон (48.80) Ян Торп (47.87)          | 3:14.10 CR  | Нідерланди (NED) Марк Венс (49.80) Йоган Кенкгейс (48.56) Клас-Ерік Зверінґ (49.18) Пітер ван ден Гогенбанд (47.02)            | 3:14.56  | Німеччина (GER) Штефан Гербст (50.54) Торстен Спаннеберґ (48.86) Ларс Конрад (49.08) Свен Лодзієвскі (49.04)       | 3:17.52  |
| Естафета 4×200 м вільним стилем | Австралія (AUS) Ґрант Гаккетт (1:46.11) Майкл Клім (1:46.49) Білл Кірбі (1:47.92) Ян Торп (1:44.14) | 7:04.66 WR  | Італія (ITA) Еміліано Брембілья (1:48.19) Маттео Пеллічіарі (1:48.02) Андреа Беккарі (1:47.97) Массіміліано Росоліно (1:46.68) | 7:10.86  | США (USA) Скотт Ґолдблатт (1:49.00) Нейт Дусінґ (1:48.78) Чад Карвін (1:48.41) Кліт Келлер (1:47.50)               | 7:13.69  |
| Естафета 4×100 м комплексом     | Австралія (AUS) Метт Велш (55.19) Реґан Гаррісон (1:00.80) Джефф Г'юджилл (51.39) Ян Торп (47.97)   | 3:35.35 CR  | Німеччина (GER) Штеффен Дрізен (55.22) Єнс Круппа (1:01.06) Томас Руппрат (51.96) Торстен Спаннеберґ (48.10)                   | 3:36.34  | Росія (RUS) Владислав Амінов (55.63) Дмитро Коморников (1:00.90) Владислав Куликов (52.01) Дмитро Чернишов (49.23) | 3:37.77  |

Легенда: WR – Світовий рекорд; CR – Рекорд чемпіонатів світу 

### Жінки
| Дисципліна                      | Золото | Золото      | Срібло | Срібло   | Бронза                                                                                                 | Бронза   |
| ------------------------------- | --- | ----------- | --- | -------- | --- | -------- |
| 50 м вільним стилем             | Інге де Бройн (NED)                                                                                                  | 24.47       | Тереза Альсгаммар (SWE) | 24.88    | Зандра Фелкер (GER)                                                                                    | 24.96    |
| 100 м вільним стилем            | Інге де Бройн (NED)                                                                                                  | 54.18       | Катрін Майснер (GER) | 55.07    | Зандра Фелкер (GER)                                                                                    | 55.11    |
| 200 м вільним стилем            | Джиан Руні (AUS) | 1:58.57     | Ян Юй (CHN) | 1:58.78  | Камелія Аліна Потек (ROM)                                                                              | 1:58.85  |
| 400 м вільним стилем            | Яна Клочкова (UKR)                                                                                                   | 4:07.30     | Клаудія Полл (CRC) | 4:09.15  | Ганна Штокбауер (GER)                                                                                  | 4:09.36  |
| 800 м вільним стилем            | Ганна Штокбауер (GER)                                                                                                | 8:24.66     | Даяна Мунц (USA) | 8:28.84  | Кейтлін Сандено (USA)                                                                                  | 8:31.45  |
| 1500 м вільним стилем           | Ганна Штокбауер (GER)                                                                                                | 16:01.02 CR | Флавія Рігамонті (SUI) | 16:05:99 | Даяна Мунц (USA)                                                                                       | 16:07.05 |
|                                 | |             | |          | |          |
| 50 м на спині                   | Гейлі Коуп (USA) | 28.51       | Антьє Бушшульте (GER) | 28.53    | Наталі Коглін (USA)                                                                                    | 28.54    |
| 100 м на спині                  | Наталі Коглін (USA)                                                                                                  | 1:00.37     | Дьяна Мокану (ROM) | 1:00.68  | Антьє Бушшульте (GER)                                                                                  | 1:01.42  |
| 200 м на спині                  | Дьяна Мокану (ROM)                                                                                                   | 2:09.94     | Станіслава Комарова (RUS) | 2:10.43  | Джоанна Фарґус (GBR)                                                                                   | 2:11.05  |
|                                 | |             | |          | |          |
| 50 м брасом                     | Ло Сюецзюань (CHN)                                                                                                   | 30.84CR     | Крісті Ковал (USA) | 31.37    | Зої Бейкер (GBR)                                                                                       | 31.40    |
| 100 м брасом                    | Ло Сюецзюань (CHN)                                                                                                   | 1:07.18 CR  | Лісель Джонс (AUS) | 1:07.96  | Агнеш Ковач (HUN)                                                                                      | 1:08.50  |
| 200 м брасом                    | Агнеш Ковач (HUN) | 2:24.90 CR  | Ці Хуей (CHN) | 2:25.09  | Ло Сюецзюань (CHN)                                                                                     | 2:25.29  |
|                                 | |             | |          | |          |
| 50 м батерфляєм                 | Інге де Бройн (NED)                                                                                                  | 25.90 CR    | Тереза Альсгаммар (SWE) | 26.18    | Анна-Карін Каммерлінг (SWE)                                                                            | 26.45    |
| 100 м батерфляєм                | Петрія Томас (AUS)                                                                                                   | 58.27 CR    | Отилія Єнджейчак (POL) | 58.72    | Дзюнко Онісі (JPN)                                                                                     | 58.88    |
| 200 м батерфляєм                | Петрія Томас (AUS)                                                                                                   | 2:06.73 CR  | Анніка Мельгорн (GER) | 2:06.97  | Кейтлін Сандено (USA)                                                                                  | 2:08.52  |
|                                 | |             | |          | |          |
| 200 м комплексом                | Меґґі Бовен (USA) | 2:11.93     | Яна Клочкова (UKR) | 2:12.30  | Ці Хуей (CHN)                                                                                          | 2:12.46  |
| 400 м комплексом                | Яна Клочкова (UKR)                                                                                                   | 4:36.98     | Меґґі Бовен (USA) | 4:39.06  | Бятріче Кишлару (ROM)                                                                                  | 4:39.33  |
|                                 | |             | |          | |          |
| Естафета 4×100 м вільним стилем | Німеччина (GER) Петра Даллманн (55.33) Антьє Бушшульте (55.13) Катрін Майснер (54.07) Зандра Фелкер (55.05)          | 3:39.58     | США (USA) Коллін Лейнн (56.15) Ерін Фенікс (54.68) Маріца Коррея (54.94) Кортні Шилі (55.03) Велика Британія (GBR) Елісон Шеппард (56.15) Мелані Маршалл (55.22) Розалінд Бресс (54.76) Карен Пікерінґ (54.67) | 3:40.80  | не вручали                                                                                             |          |
| Естафета 4×200 м вільним стилем | Велика Британія (GBR) нікола Джексон (2:00.05) Джанін Белтон (2:00.64) Карен Леґґ (1:58.95) Карен Пікерінґ (1:59.05) | 7:58.69     | Німеччина (GER) Сільвія Шалаї (2:00.39) Зара Гарстік (1:59.48) Ганна Штокбауер (1:59.06) Майке Фрайтаґ (2:02.42)                                                                                               | 8:01.35  | Японія (JPN) Макі Міта (2:00.38) Томоко Хаґівара (1:59.25) Томоко Наґаї (2:00.98) Ері Яманої (2:02.36) | 8:02.97  |
| Естафета 4×100 м комплексом     | Австралія (AUS) Даяна Келуб (1:02.08) Лісель Джонс (1:07.68) Петрія Томас (57.65) Сара Раян (54.09)                  | 4:01.50 CR  | США (USA) Наталі Коглін (1:00.18) Меґан Кванн (1:07.67) Мері Десенза (59.59) Ерін Фенікс (54.37) | 4:01.81  | КНР (CHN) Чжань Шу (1:01.97) Ло Сюецзюань (1:06.47) Жуань Ї (59.74) Сюй Яньвей (54.35)                 | 4:02.53  |

Легенда: WR – Світовий рекорд; CR – Рекорд чемпіонатів світу